# Мишустина, Лариса Павловна
Лариса Павловна Мишустина (род. 25 декабря 1949, пос. Пристень, Курская область, РСФСР, СССР) — советский и российский журналист, политический деятель, депутат Государственной Думы ФС РФ первого созыва (1993—1995).

## Биография
Русская. Получила высшее образование по специальности «журналист» в Уральском государственном университете им. А. М. Горького. С 1973 по 1990 год работала в газете Уральского государственного политехнического института «За индустриальные кадры» в должности редактора. С 1989 года параллельно редактор газеты Совета народных депутатов Свердловской области «Трибуна» и «Вестник городского центра НТТМ». Избиралась народным депутатом областного Совета народных депутатов, была председателем комиссии по гласности.
В 1990 году была избрана народным депутатом РФ по одномандатному округу № 653, состояла во фракциях «Согласие ради прогресса», «Левый центр». входила в «Коалицию реформ». Член комитета Верховного Совета РСФСР по средствам массовой информации, связями с общественными организациями, массовыми движениями граждан и изучению общественного мнения. Была начальником сектора комиссии по разработке проектов нормативно-правовых актов администрации Свердловской области.
В 1993 году избрана депутатом Государственной думы Федерального Собрания Российской Федерации 1 созыва от Верх-Исетского одномандатного избирательного округа № 161 Свердловской области, получив 23, 73% голосов. В Государственной думе была членом комитета по делам Федерации и региональной политике, входила во фракцию «Выбор России».
В марте 1994 года член инициативной группы по созданию партии Демократический выбор России (ДВР).
В 1999 году баллотировалась в депутаты Госдумы от партии «Яблоко».
С 2000 года референт Президента Российской Федерации. В 2009 году — старший референт президента РФ. Действительный государственный советник Российской Федерации 1-го класса с 4 января 2009 года.